# Равновесие страха (Звёздный путь: Оригинальный сериал)
«Равновесие страха» (англ. Balance of Terror) — четырнадцатый эпизод первого сезона американского научно-фантастического сериала «Звёздный путь». Впервые был показан на телеканале NBC 15 декабря 1966 года. Это первый эпизод оригинального сериала, в котором фигурируют ромулане, позже эта гуманоидная инопланетная раса часто становилась антагонистом Объединённой федерации планет. Капитана ромуланского звездолёта сыграл Марк Ленард, позже исполнивший роль вулканца Сарека, отца Спока в нескольких эпизодах оригинального сериала и «Следующего поколения».
Это последний эпизод сериала, в котором появляется персонаж Джэнис Рэнд. Актриса Грейс Ли Уитни была уволена и появилась только в полнометражном фильме «Звёздный путь» 1979 года.

## Сюжет
Звездолёт «Энтерпрайз» под командованием капитана Джеймса Кирка проверяет линию форпостов на границе Объединённой федерации планет с Ромуланской Звёздной империей. Корабль теряет связь с некоторыми из пограничных постов, с № 4 приходит сообщение о нападении. Спок рассказывает, что столетие назад ромуланцы и федерация были в состоянии войны. Между собой они заключили мирный договор, который предписывал не пересекать пределы нейтральной зоны, условно проведённой между двумя объединениями. Договор был заключён по радио и расы не вступали в визуальный контакт. Капитан Кирк, подозревает, что ромуланский корабль мог нарушить границы нейтральной зоны и атаковать земные форпосты. Капитан боится своими дальнейшими действиями развязать новую космическую войну.
Звездолёт землян замечает нарушителя, это ромуланский военный корабль, оснащённый не совершенным, но действенным маскировочным оборудованием, скрывающим его от вражеских кораблей. Корабль ромуланцев берёт курс в сторону дома, но «Энтерпрайз» отслеживает его и начинает преследование. Также земное судно улавливает видеопередачу с вражеского звездолёта, все видят, что ромуланцы внешне очень похожи на вулканцев. Лейтенант Стайлз, семья которого погибла в той войне, начинает подозревать первого офицера Спока в измене. На обсуждении Стайлз предлагает атаковать нарушителя до входа в нейтральную зону. Спок соглашается с ним, говоря, что если ромуланцы сохранили вулканскую логику, то бездействие «Энтерпрайза» будет истолковано ими как слабость Федерации, что может положить начало новой войны со стороны Ромуланской Звёздной империи.
Во время преследования выявляются сильные и слабые стороны обоих кораблей: «Энтерпрайз» более быстрый и манёвренный, а корабль ромуланцев оснащён более совершенным оружием и имеет систему маскировки. Кирк замечает, торпеды ромуланцев ограниченного действия и отнимают колоссальную энергию у их корабля, так что во время выстрела он теряет невидимость. Капитан землян намерен использовать этот фактор в свою пользу. Когда у ромуланского корабля топливо на исходе, «Энтерпрайз» выводит его из строя фазерами. Капитан Кирк, связавшись с вражеским судном, предлагает уцелевшей команде телепортироваться на земной корабль. Командир вражеского звездолёта отказывается и уничтожает свой корабль.

## Ремастеринг
В 2006 году в честь 40-летия сериала был произведён ремастеринг всех эпизодов. Был улучшен звук, видео, появилась полностью компьютерная модель «Энтерпрайза». Этот эпизод также подвергся следующим изменениям:
- Полностью компьютерная модель «Bird of Prey» — корабля ромуланцев.
- Энергия фазеров и плазменные торпеды нарисованы с помощью компьютера, корабли отражают свет от зарядов.
- Комета получила компьютерную модель, став более реалистичной.

## Оценка
Зак Хэндлен из The A.V. Club дал эпизоду оценку «A», назвав этот эпизод одним из самых «сильных». По мнению Хэндлена в этом эпизоде зритель узнаёт одну из важнейших составляющих мифологии «Звёздного пути». Он отметил, что уважение своего врага является неотъемлемой частью философии Кирка и это учит хорошему.
В 2016 году The Hollywood Reporter поставил эпизод на 8-е место среди ста лучших телевизионных эпизодов всех телевизионных франшиз «Звёздный путь», включая живые выступления и мультсериалы, но не считая фильмы.

## Интересные факты
- Из финальной версии эпизода была удалена сцена, в которой капитан Кирк отдаёт честь перед капитаном ромуланского корабля[9].
- Выражение «Balance of Terror» означает паритет или стабильность между двумя конкурирующими сторонами[10].

Сюжет частично основан на фильме «Под нами враг» 1957 года о противостоянии в годы Второй мировой войны американского эсминца и немецкой подводной лодки: космический корабль «Энтерпрайз» выступает в роли эсминца, а ромуланский корабль, использующий маскировочное устройство — в качестве подводной лодки.